# هربرت باوم
هربرت باوم (بالألمانية: Herbert Baum)‏ هو مقاوم وعامل كهربائي ألماني، ولد في 10 فبراير 1912 في Mosina ‏ في بولندا، وتوفي في 11 يونيو 1942 في برلين في ألمانيا.